# 賢燮 (小惑星)
賢燮（6210 Hyunseop）は小惑星帯に位置する小惑星。北海道釧路市で松山正則と渡辺和郎が発見した。
韓国の知日派の外交官で、多くの日韓関係の著書のある徐賢燮から命名された。